# سه‌گوش کاروتید
سه‌گوش کاروتید، سه‌گوش رگِ خواب یا مثلث سباتی (انگلیسی: Carotid triangle) یکی از بخش‌های سه‌گوش پیشین (قدامی) گردن است.
ضلع خلفی این سه‌گوش بخشی از کناره قدامی ماهیچه جناغی‌پستانکی (استرنوماستوئید)، ضلع قدامی آن بطن قدامی ماهیچه شانه‌ای‌لامی (اوموهیوئید) و ضلع فوقانی آن بطن خلفی ماهیچه دوشکمچه‌ای (دیگاستریک) محسوب می‌شود. عناصر عمده این مثلث عبارت از انتهای سرخرگ کاروتید مشترک، سینوس کاروتید، ابتدای کاروتید خارجی و شاخه‌های آن، ابتدای کاروتید داخلی، عصب هیپوگلوس و قوس گردنی است. علاوه براین، بخشی از مسیر سیاهرگ ژوگولار داخلی و عصب واگ نیز که به همراه کاروتید مشترک در غلاف کاروتید واقع شده‌اند در این مثلث قرار دارد.